# Elipsa (językoznawstwo)
Elipsa (gr. ἔλλειψις élleipsis „brak, opuszczenie, pominięcie”), wyrzutnia – opuszczenie elementu zdania oczywistego ze względu na kontekst wypowiedzi lub ze względu na sytuację wypowiedzi, który przy odbiorze daje się zrekonstruować. Często występuje w postaci równoważnika zdania.
Ta figura retoryczna najczęściej jest używana w mowie potocznej (jako rodzaj skrótu myślowego), a także w funkcji środka stylistycznego umożliwiającego kondensację treści i zdynamizowanie wypowiedzi literackiej np.: „Niedobrze". „Serce". „Głowa"). 
W języku polskim częste jest eliptyczne stosowanie dopełniacza w miejsce biernika, na przykład: „Chcę chleba”, „Wypij wody'” (zamiast „Chcę chleb”, „Wypij wodę”). Dzięki użyciu dopełniacza można pominąć słowo uściślające, że chodzi o mniejszą ilość produktu (nie trzeba mówić „Chcę kawałek chleba”, „Wypij trochę wody”).
Rolę znaku elipsy często pełni myślnik. Przykładowo w zdaniu „Dwukropek może zapowiadać rozwinięcie treści, średnik – przejście do samodzielnego członu” myślnik pozwala uniknąć powtórzenia frazy „może zapowiadać”.